# هاينز ماركوارت
هاينز ماركوارت (بالألمانية: Heinz Marquardt)‏ هو طيار ألماني، ولد في 29 ديسمبر 1922 في Braniewo ‏ في بولندا، وتوفي في 19 ديسمبر 2003 في Hammersbach ‏ في ألمانيا. تحصل على وسام الفارس الصليبي الحديدي وهو أعلى جائزة في القوات العسكرية لدى ألمانيا النازية خلال الحرب العالمية الثانية. نسب إليه الانتصار في 121 معركة جوية أدت إلى تدمير طائرات العدو.